# Crossopalpus curvinervis
Crossopalpus curvinervis är en tvåvingeart som först beskrevs av Zetterstedt 1842.  Crossopalpus curvinervis ingår i släktet Crossopalpus, och familjen puckeldansflugor. Arten är reproducerande i Sverige.